# 한진숙
한진숙(1979년 12월 15일 ~ )은 대한민국의 여자 축구 선수이다. 대한민국 여자 축구 국가대표팀의 일원으로 2003년 FIFA 여자 월드컵에 참가했었다. 또한 대교 캥거루스에서 활약했다.